# Skoglar Toste

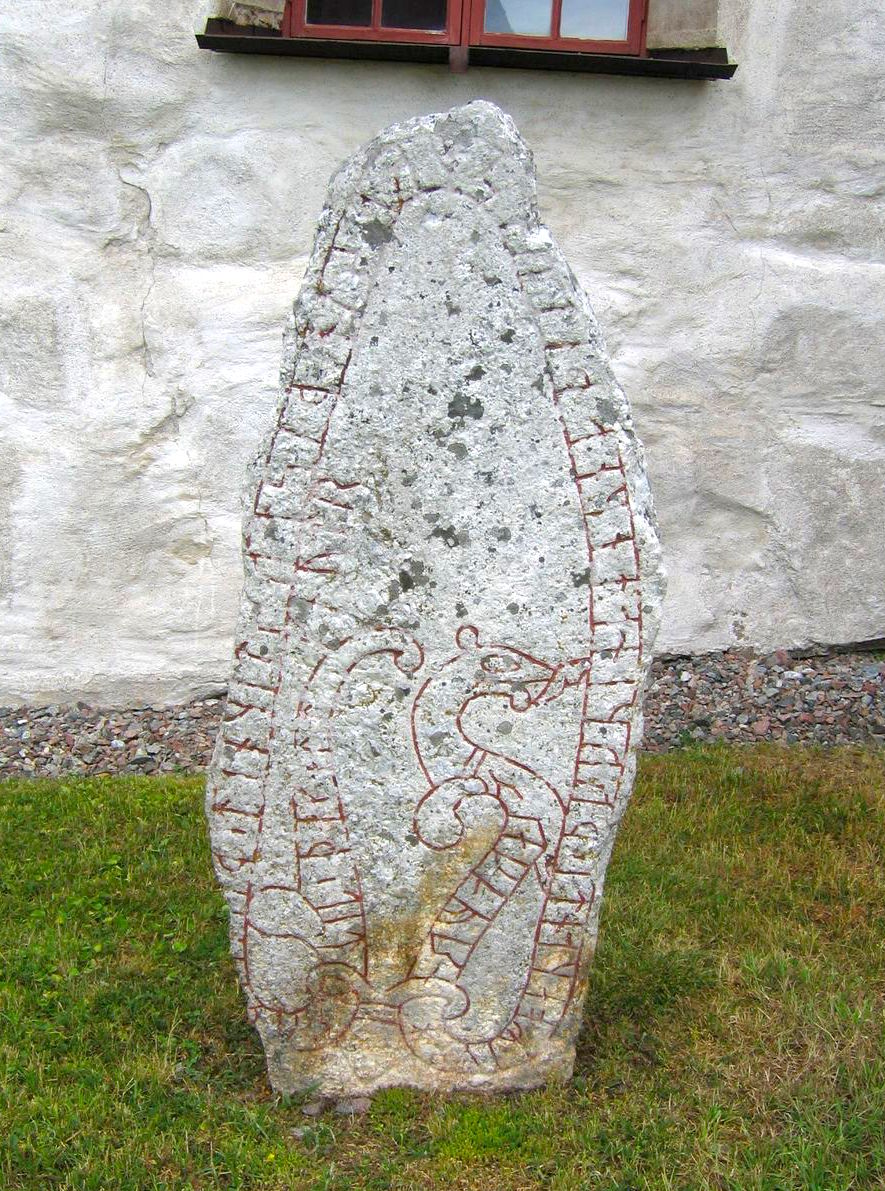
, U 344 à Orkesta, Uppland, Suède, mentionne unToste qui mène avec succès plusieurs expéditions

Skoglar Toste ou Skoglar Tosti parmi d'autres variantes est au Xe siècle un chef local de la province suédoise du  Västergötland. Snorri Sturlusson rapporte dans l' Heimskringla qu'il était un grand Viking qui faisait souvent la guerre et c'est pourquoi il a été surnommé « Skögul (en)-Tosti » Skagul étant le nom d'une Valkyrie,.
Toste est mentionné dans plusieurs  sagas, la plus connu est l'Heimskringla. Toujours selon  Snorri Sturluson, il fut le père de Sigrid Storråda. Il donne quelque temps refuge à Harald Grenske, qui plus tard demandera à Sigrid de l'épouser, avant d'être tué par elle pour son insistance.  Selon les sagas, Skoglar Toste fut également le père de  Ulf Tostesson,  père de Ragnvald Ulfsson et le grand-père de Stenkil qui devint roi de Suède en 1060.
Toste a été rapproché d'une des Pierres runiques anglaises (en), U 344 d'Orkesta en Vallentuna, près de Stockholm, qui révèle comment Ulf de Borresta reçoit trois fois le danegeld:

« in ulfr hafir onklati * Þru kialtakat Þit uas fursta Þis tusti * Þa ---Þurktil * Þa kalt knutr »

C'est-à-dire::
Et Ulf de Borresta (ulfr) reçoit trois paiements en Angleterre. Le premier que Toste (tusti) paie. Puis Thorkell le Grand (Þurktil ) paie. Puis Knut le Grand (knutr) paie.

## Source
- Snorri Sturluson présenté et annoté par François-Xavier Dillmann, Histoire des rois de Norvège première partie, Paris, Gallimard l'aube des peuples, 2000 (ISBN 2070732118), p. 217,276,327 Skolgar-Tosti (Skoglar-Tóstí)